# Nišinomija (Hjógo)
Nišinomija (japonsky |西宮市, Nishimiyai-shi) je japonské město v prefektuře Hjógo, které se nachází mezi městy Amagasaki a Ašija. Status města získalo 1. dubna 1925. V roce 2016 zde žilo okolo 490 000 obyvatel.

## Partnerská města
- Spokane, USA
- Londrina, Brazílie
- Šao-sing, Čína
- Burlington, USA
- Amami, Japonsko
- Jusuhara, Japonsko